# Esiliiga

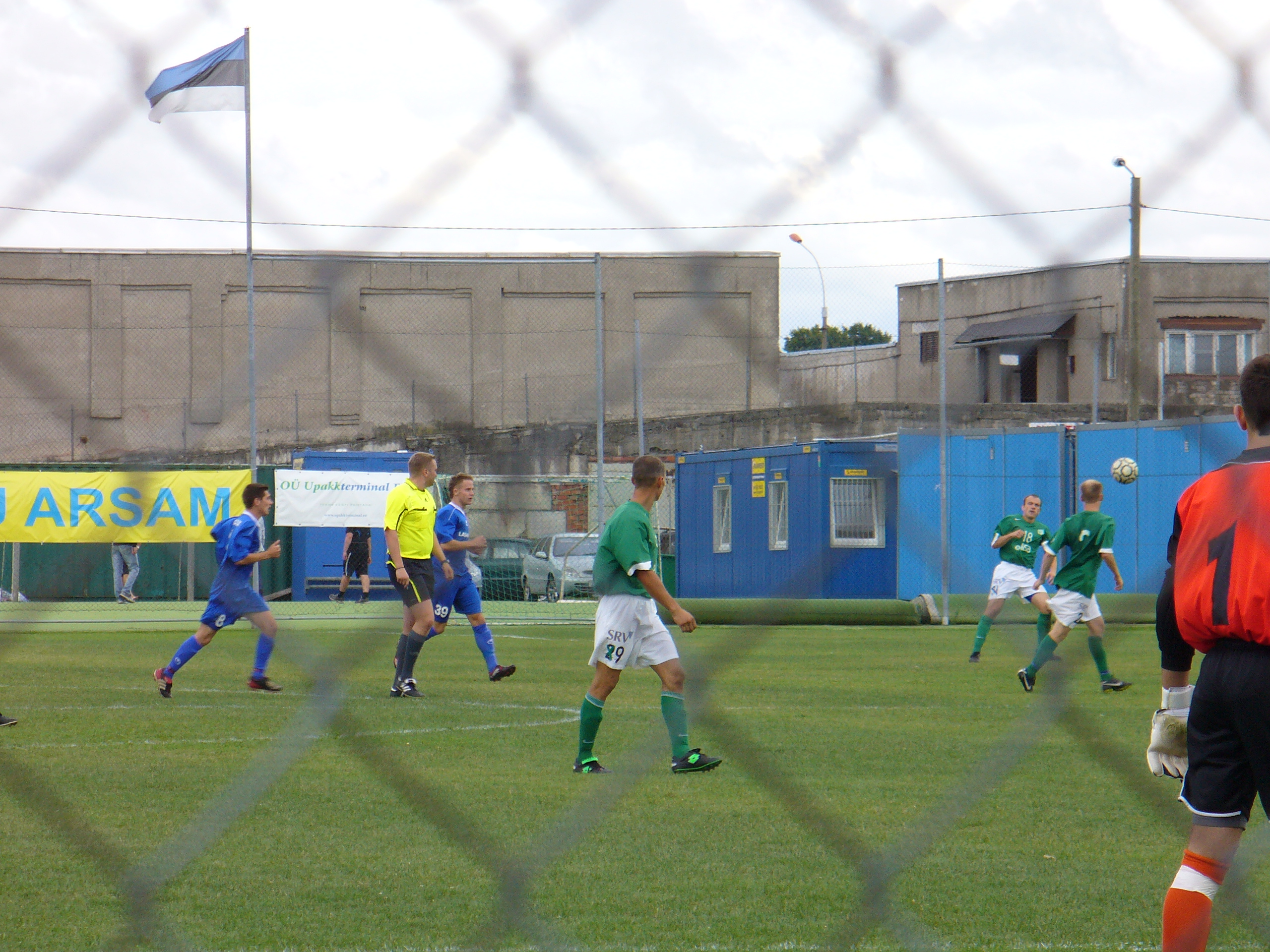
Encuentro por la Esiliiga de 2010-11 entre el FC Ajax Lasnamäe y el FC Flora Rakvere.

La Esiliiga es la segunda división (segundo nivel) de la liga de fútbol de Estonia.

## Sistema de competición
Tras varios cambios de formato, actualmente integran la Esiliiga diez equipos, jugando todos contra todos cuatro veces. El equipo campeón a la conclusión de la temporada obtiene el ascenso a la Meistriliiga. El segundo clasificado disputa una promoción contra el penúltimo clasificado de la Meistriliiga. Los dos últimos clasificados de la Esiliiga descienden la Esiliiga B (tercera división) y el penúltimo clasificado disputa una promoción contra el tercer clasificado de la Esiliiga B.

## Equipos para la Esiliiga 2025
| Equipo               | Ciudad  | Estadio                                     | Capacidad |
| -------------------- | ------- | ------------------------------------------- | --------- |
| FC Elva              | Elva    | Elva linnastaadion                          | 600       |
| Flora II             | Tallinn | Flora Lilleküla Stadium                     | 200       |
| FC Levadia II        | Tallinn | Maarjamäe Stadium                           | 30        |
| Nõmme Kalju U21      | Nõmme   | Hiiu Stadium                                | 650       |
| FC Nõmme United      | Nõmme   | Männiku Stadium                             | 500       |
| FC Tallinn           | Tallinn | Lasnamäe                                    | 200       |
| JK Tallinna Kalev II | Tallinn | Kalevi Keskstaadion (campo artificial)      | 270       |
| Viimsi JK            | Viimsi  | Viimsi Staadion                             | 2000      |
| Tartu JK Tammeka U21 | Tartu   | Tartu Sepa jalgpallikeskuse kunstmuruväljak | n/d       |
| Tartu JK Welco       | Tartu   | Holm Jalgpallipark                          | 580       |

## II Liiga

### Zona Noreste
| - FC Velldoris - Lasnamäe FC Ajax - Tallinna FC Ararat TTÜ SK | - Tallinna JK Dünamo - Tallinna JK Legion |

### Zona Suroeste
| - FC Elva - FC Nõmme United - FC Tarvastu | - Keila JK - Türi Ganvix JK - Viljandi JK Tulevik |

## III Liiga

### Zona Norte
| - FC Concordia - FC Eston Villa - FC Hell Hunt - FCF Tallinna Ülikool - JK Tondi | - Koeru JK - Saue JK Laagri - Tallinna FC Olympic - Tallinna JK Piraaja |

### Zona Este
| - FC Balteco - FCF Järva-Jaani SK - JK Baltika Keskerakond - JK Loo | - JK Visadus - Kuusalu JK Rada - Raasiku FC Joker 1993 |

### Zona Sur
| - EMÜ SK - JK Welco Elekter - Jõgeva SK Noorus-96 - Navi Vutiselts - Põlva FC Lootos | - SK Tääksi - Tartu Quattromed - Valga FC Warrior - Võru JK |

### Zona Oeste
| - Eesti Koondis - FC Kose - Kärdla LM - Märjamaa Kompanii | - Rapla JK Atli - Rummu Dünamo - Saaremaa JK aameraaS - Tabasalu Jalgpalliklubi |

## IV Liiga

### Zona Norte
| - FC Majandusmagister - JK Jalgpallihaigla - Pirita JK Reliikvia - Saku Sporting | - Tallinna FC Reaal - Tallinna FC Twister - Tallinna SK Mercury - Trummi SK |

### Zona Este
| - Ambla Vallameeskond - FC Pokkeriprod | - JK Suema Cargobus - SK Eestimaa Kasakad |

### Zona Sur
| - FC Pubi Trehv - JK Tartu Löök | - SK Imavere Forss - Tartu Ülikool Fauna |

### Zona Oeste
| - FC Lelle - FC Toompea 1994 - Läänemaa Jalgpalliklubi - Lihula JK | - Maccabi - PSK Alexela - Viimsi MRJK |

## Nota
El resto de los clubes de la II Liiga, III Liiga y IV Liiga son equipos reservas.